# Bo Gustafsson
Bo Henning Gustafsson (* 29. September 1954 in Strömstad) ist ein ehemaliger schwedischer Geher.
Bei den Leichtathletik-Europameisterschaften 1978 in Prag wurde Bo Gustafsson Zehnter im 20-km-Gehen. Bei den Olympischen Spielen 1980 in Moskau erreichte er weder über 20 km (Disqualifikation) noch im 50-km-Gehen (Aufgabe) das Ziel. Seine erste Medaille gewann Gustafsson bei den Europameisterschaften 1982, als er in der Hitze von Athen über 50 km Dritter wurde. Nur elf Geher von 24 Gestarteten erreichten das Ziel, elf weitere gaben auf, und zwei wurden disqualifiziert.
Bei den Olympischen Spielen 1984 in Los Angeles gewann Gustafsson über 50 km Silber hinter dem Mexikaner Raúl González. Während er bei drei Weltmeisterschaften nicht ins Ziel kam, konnte er bei den Europameisterschaften 1986 in Stuttgart und bei den Olympischen Spielen 1988 in Seoul jeweils Platz 7 belegen.